# Meloe rugosus
Meloe rugosus là một loài bọ cánh cứng trong họ Meloidae. Loài này được Marsham miêu tả khoa học năm 1802.